# 카르둥 고개
카르둥 라(티베트문: མཁར་གདོང་ལ་, 와일리: mkhar gdong la, THL: khar dong la) 또는 카르둥 고개는 라다크의 인도 연방 직할지인 레 (도시)현에 위치한 고개이다.
이 고개는 레 (도시) 북쪽의 라다크 산맥에 있으며, 인더스강 계곡과 시요크강 계곡을 연결한다. 또한 누브라 계곡으로 가는 관문 역할을 하며, 그 너머에는 시아첸 빙하가 있다. 고개를 통과하는 자동차 도로는 1976년에 건설되어 1988년에 일반 차량에 개방되었다. 국경 도로 기구에서 관리하는 이 고개는 시아첸 빙하로 보급품을 운송하는 데 사용되므로 인도에 전략적으로 중요하다. 이 도로는 세계에서 가장 높은 자동차 통행 가능 도로 중 하나이다.
카르둥 라의 해발 고도는 5,359 m (17,582 ft)이다. 레 (도시)의 지역 정상 표지판과 티셔츠를 판매하는 수십 개의 상점들은 해발 고도가 잘못되게 5,602 m (18,379 ft) 부근이며 세계에서 두 번째로 높은 자동차 통행 가능 고개라고 주장한다.

## 역사
카르둥 라는 역사적으로 중요한데, 레에서 중앙아시아의 카슈가르시로 가는 주요 대상 (상인) 경로에 있기 때문이다. 연간 약 10,000마리의 말과 낙타가 이 길을 이용했으며, 고개 북쪽 훈데르 지역에는 소수의 쌍봉낙타 개체가 여전히 남아 있다. 1950년대 초, 윌리엄 O. 더글러스는 "인더스강을 건넌 후 길은 두 갈래로 나뉘는데, 한 갈래는 강변을 따라 남쪽으로 스피톡, 칼라체, 카르길로 가고, 다른 한 갈래는 북쪽으로 레, 카르둥 고개(...) 및 신장의 고대 무역 중심지인 야르칸드로 향한다"고 묘사했다. 그는 이어서 "레는 신장의 야르칸드뿐만 아니라 티베트의 라사로 이어지는 역사적인 대상 경로에 있다. (...) 무역의 흐름. 양모, 은, 펠트, 차, 사탕, 가죽, 벨벳, 비단, 금, 양탄자, 사향, 산호, 붕사, 옥잔, 소금이 북쪽에서 내려왔다. 면직물, 숄, 브로케이드, 아편, 인디고, 깃털, 신발, 진주, 생강, 정향, 후추, 꿀, 담배, 사탕수수, 보리쌀, 밀, 옥수수가 남쪽에서 올라왔다."고 말했다. 제2차 세계 대전 중에는 이 경로를 통해 중국으로 전쟁 물자를 운송하려는 시도가 있었다.

## 위치

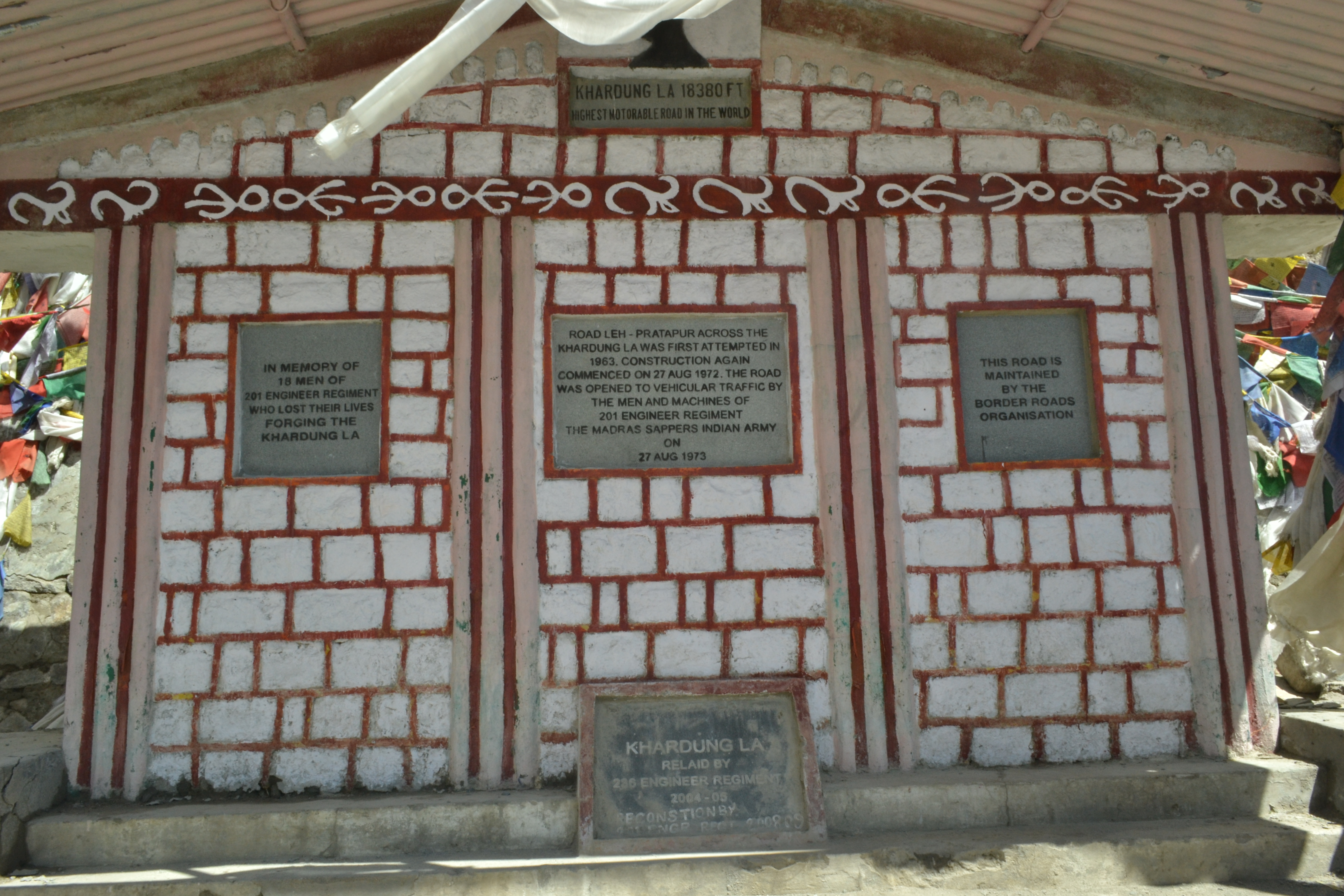
카르둥 라의 기념비
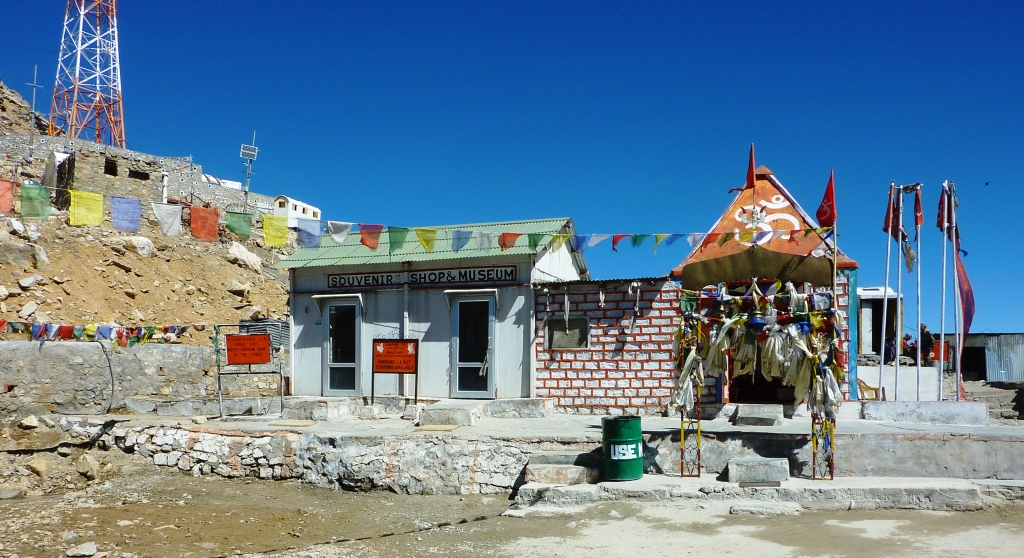
카르둥 라 사무소 및 상점
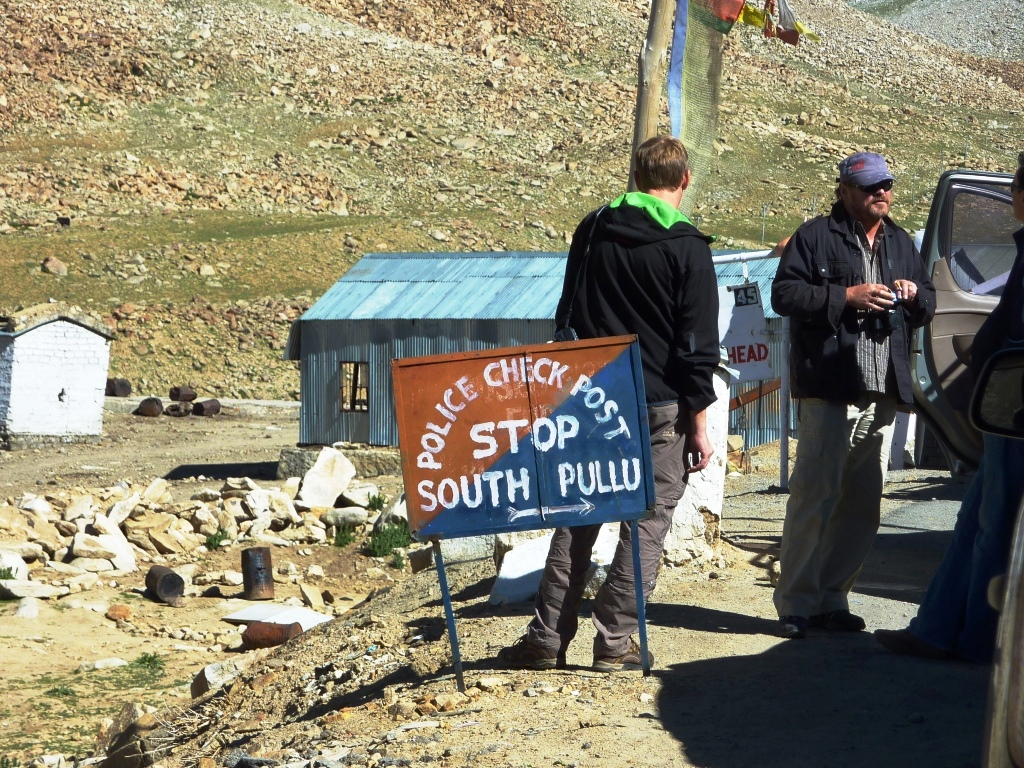
경찰 검문소, 남 풀루 고개, 라다크
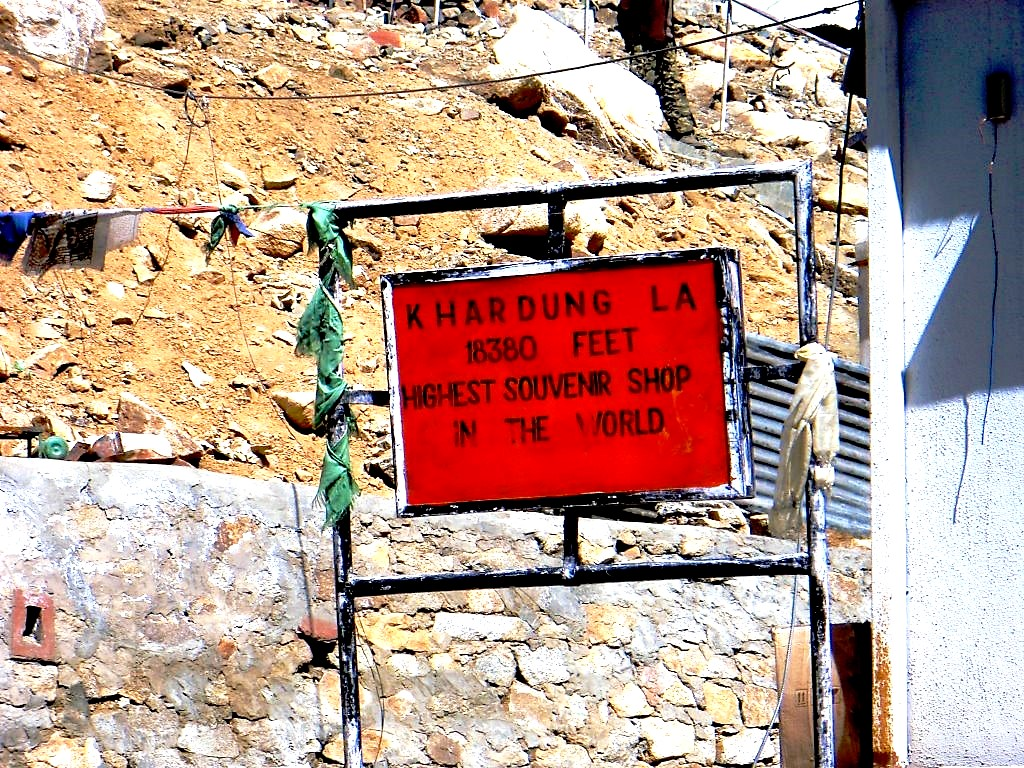
카르둥 라 - 세계에서 가장 높은 기념품 가게 표지판
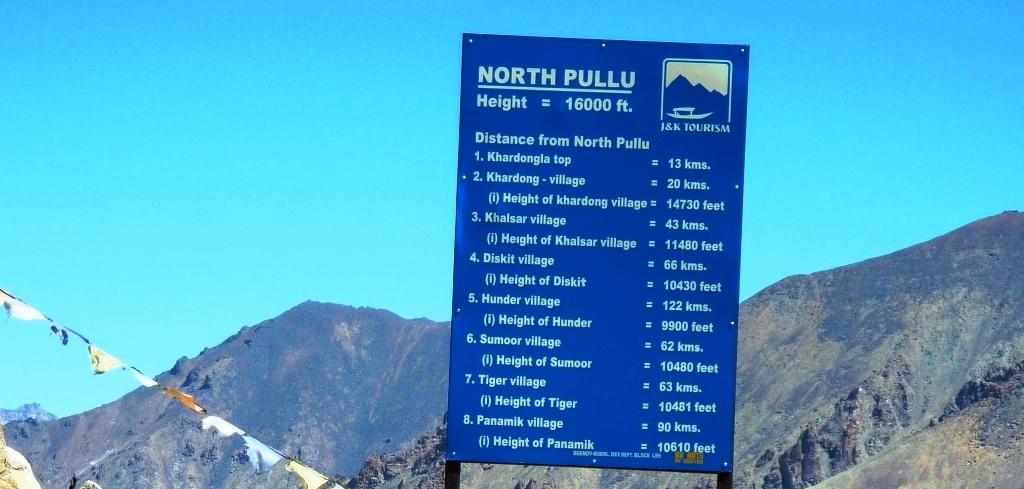
북 풀루 표지판
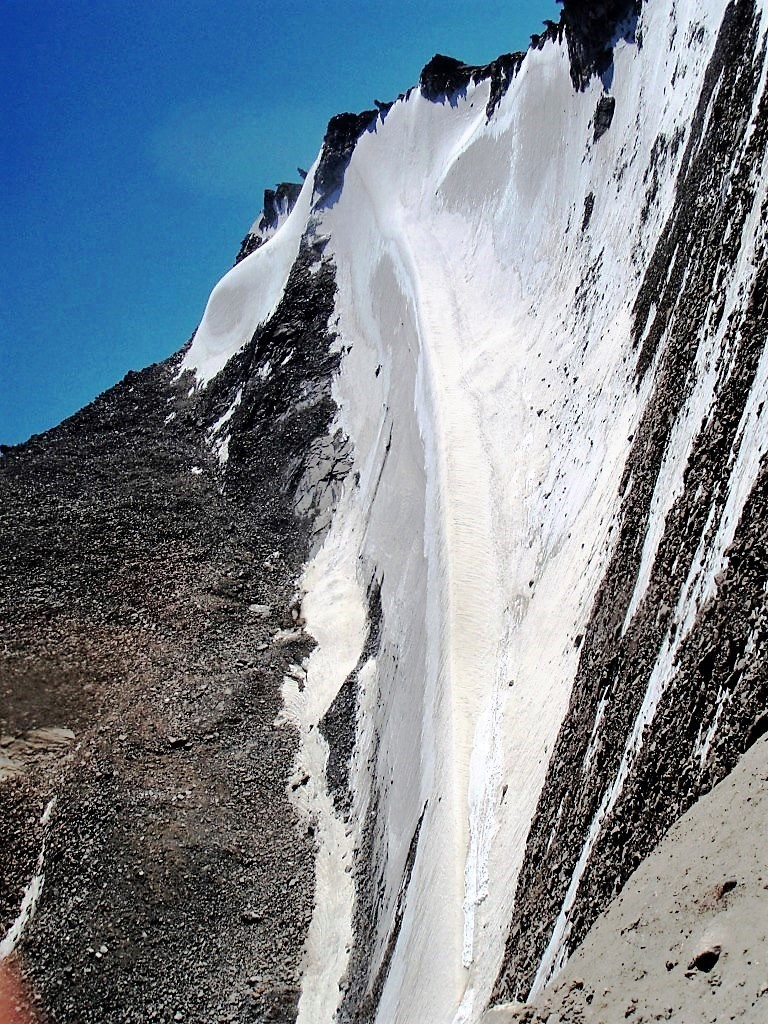
카르둥 라 위의 봉우리

카르둥 라는 레에서 도로로 39km 떨어져 있다. 이전에는 남 풀루 검문소까지의 처음 24km가 포장되어 있었다. 그곳에서 고개를 넘어 약 15km 떨어진 북 풀루 검문소까지의 도로는 주로 헐거운 바위, 흙, 그리고 가끔 눈이 녹아 흐르는 개울로 이루어져 있었다. 지금은 전체 도로가 잘 포장되어 있다. 누브라 계곡으로 향하는 도로는 매우 잘 관리되어 있다 (일부 유실되거나 낙석이 발생하는 곳 제외). 승용차 (2륜 및 4륜 구동), 대형 트럭, 모터사이클이 정기적으로 누브라 계곡으로 이동하지만, 여행객을 위해서는 특별 허가를 받아야 한다.
수백 건의 GPS 조사에서 측정된 해발 5,359 m (17,582 ft)는 SRTM 데이터, ASTER GDEM 데이터, 그리고 러시아 지형 지도와 일치한다. 이는 수많은 GPS 보고서와도 대체로 일치한다.
가장 가까운 큰 도시는 레 (도시)이다. 레는 마날리 및 스리나가르에서 도로로 연결되어 있으며, 델리에서 매일 항공편이 운항된다. 레에서 누브라 계곡으로 가는 매일 버스 서비스는 카르둥 라를 통과하며, 숙련된 운전사가 있는 렌터카나 모터사이클로도 갈 수 있다. 카르둥 라의 양쪽 기지는 북 풀루와 남 풀루이다.
레의 지방 행정관 사무소에서 발급받을 수 있는 내부 노선 허가증 (ILP)은 관광객에게 필요하다 (라다크 시민에게는 필요 없음). 사람들은 도중에 체크인해야 하며 각 검문소에 허가증 사본을 제출해야 한다.
고산병은 고산에 적응하지 못한 사람들에게 심각한 건강 문제이다. 2022년부터 고개를 건너기 전에 레에서 최소 이틀의 의무적인 고산 적응 기간이 필요하다. 이 기간 동안 아세타졸아마이드와 같은 예방 약물을 사용하여 고산 적응을 촉진할 수 있다.
이 도로는 좁은 1차선 구간의 교통 체증, 유실, 눈사태 및 도로 사고로 인해 종종 장시간 지연되지만, 영구적인 겨울 폐쇄는 없다. 도로 상태에 대한 업데이트는 공식 레 (도시) 사이트에서 확인할 수 있다.

## 기후
카르둥 라는 짧고 시원한 여름과 길고 매우 추운 겨울을 특징으로 하는 극지 툰드라 기후(ET)를 보인다.
| Khardung La의 기후       | Khardung La의 기후 | Khardung La의 기후 | Khardung La의 기후 | Khardung La의 기후 | Khardung La의 기후 | Khardung La의 기후 | Khardung La의 기후 | Khardung La의 기후 | Khardung La의 기후 | Khardung La의 기후 | Khardung La의 기후 | Khardung La의 기후 | Khardung La의 기후 |
| 월                       | 1월                | 2월                | 3월                | 4월                | 5월                | 6월                | 7월                | 8월                | 9월                | 10월               | 11월               | 12월               | 연간               |
| ------------------------ | ------------------ | ------------------ | ------------------ | ------------------ | ------------------ | ------------------ | ------------------ | ------------------ | ------------------ | ------------------ | ------------------ | ------------------ | ------------------ |
| 일평균 최고 기온 °C (°F) | −19 (−2)           | −18 (0)            | −14 (7)            | −11 (12)           | −5 (23)            | 1 (34)             | 7 (45)             | 7 (45)             | 1 (34)             | −8 (18)            | −14 (7)            | −18 (0)            | −8 (19)            |
| 일평균 최저 기온 °C (°F) | −36 (−33)          | −34 (−29)          | −31 (−24)          | −25 (−13)          | −15 (5)            | −9 (16)            | −6 (21)            | −6 (21)            | −10 (14)           | −18 (0)            | −25 (−13)          | −31 (−24)          | −20 (−5)           |
| 평균 강수량 mm (인치)    | 29 (1.1)           | 41 (1.6)           | 53 (2.1)           | 38 (1.5)           | 28 (1.1)           | 9 (0.4)            | 9 (0.4)            | 8 (0.3)            | 8 (0.3)            | 8 (0.3)            | 13 (0.5)           | 22 (0.9)           | 266 (10.5)         |
| 출처:                    |                    |                    |                    |                    |                    |                    |                    |                    |                    |                    |                    |                    |                    |

## 갤러리

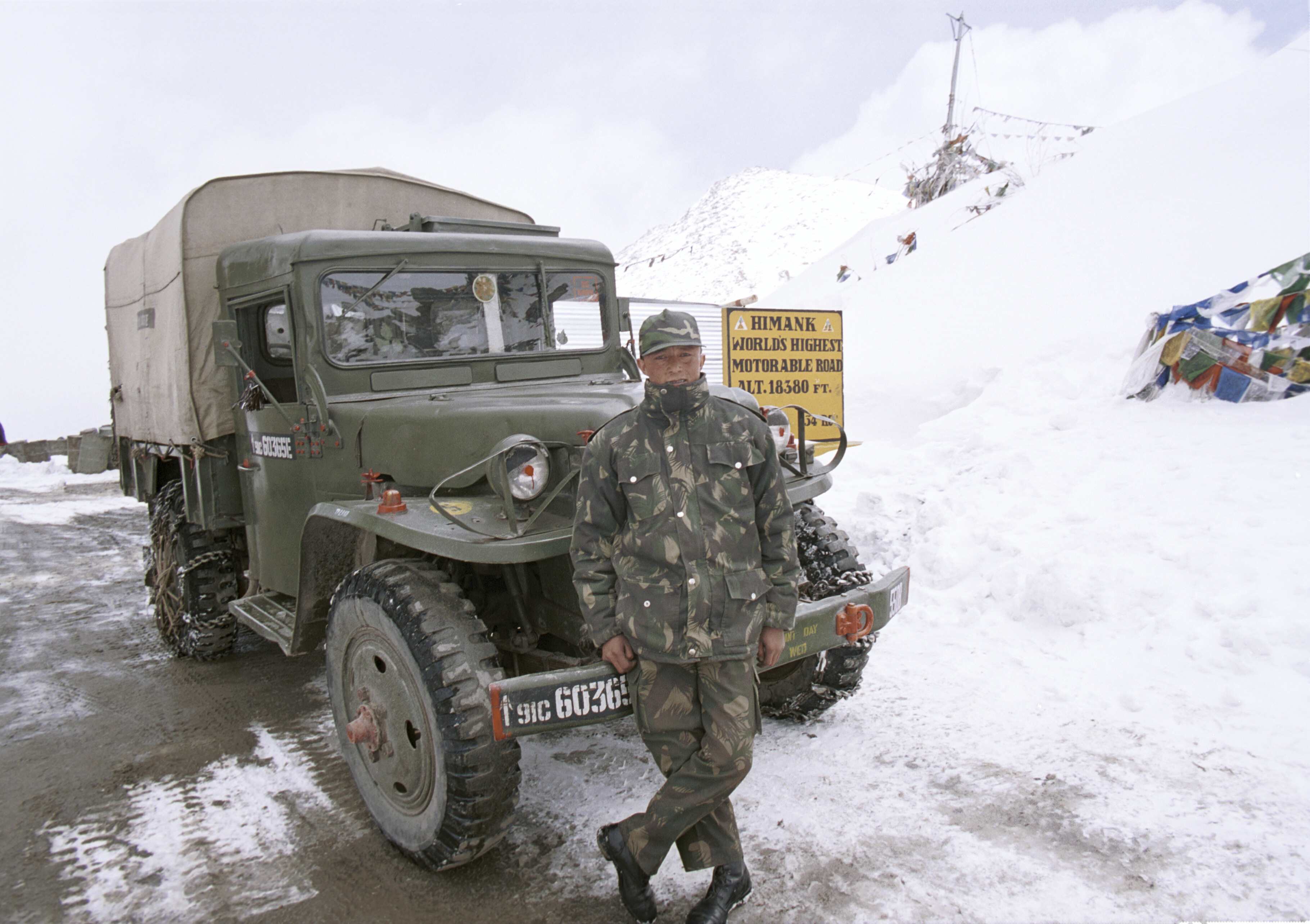
겨울의 카르둥 라
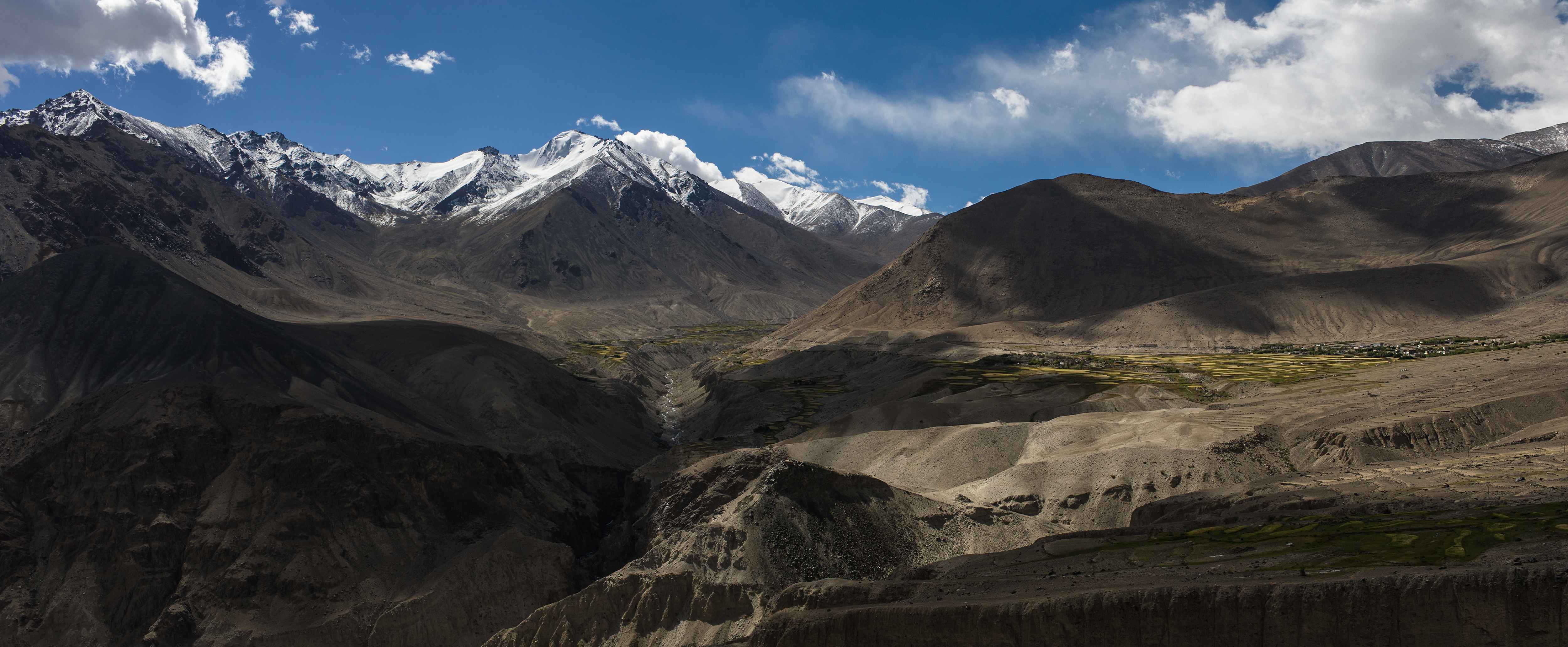
고개 이름의 유래가 된 카르둥 마을 (오른쪽)
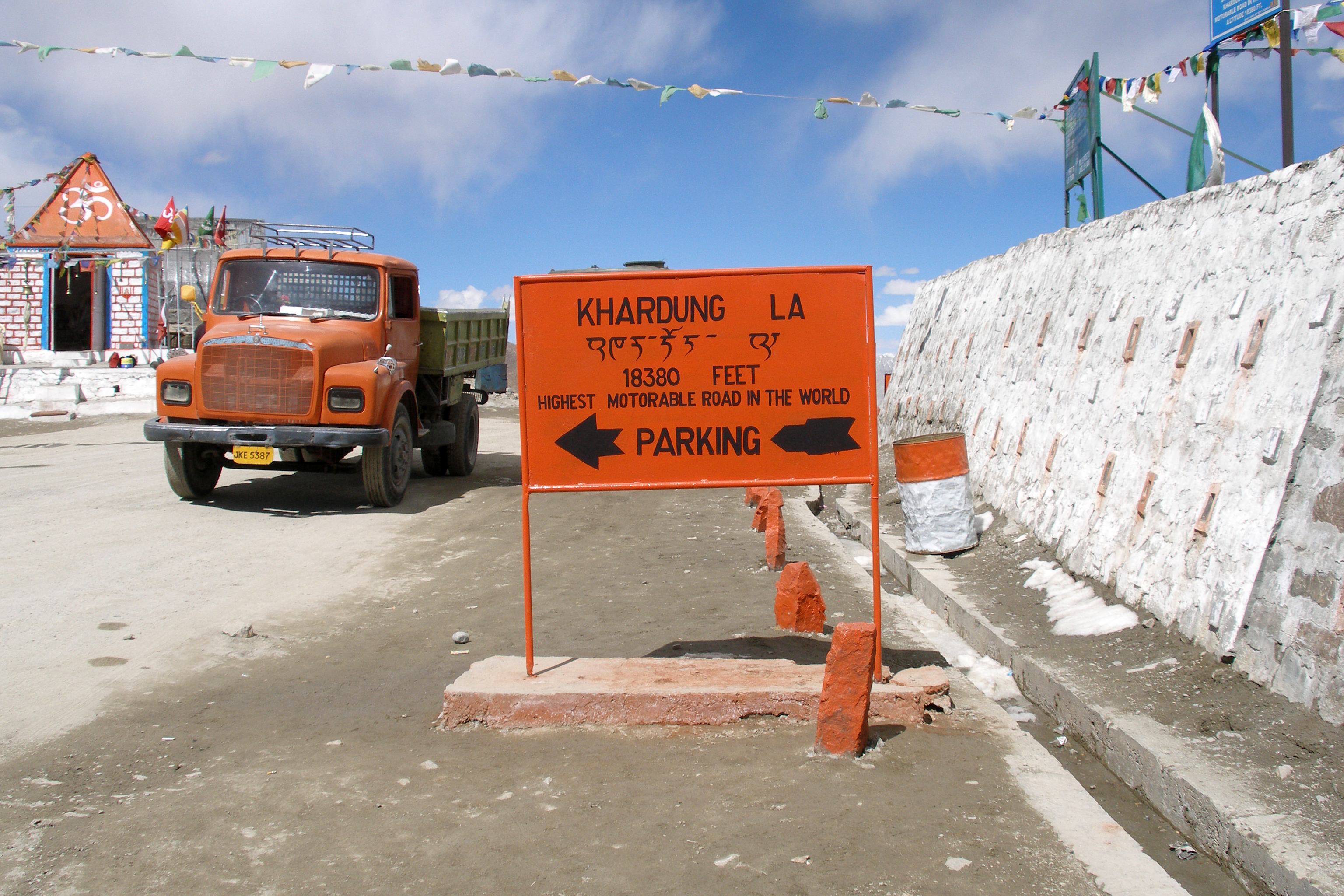
주장되는 5,602 미터 (18,379 ft); 실제 고도는 5,359 미터 (17,582 ft).
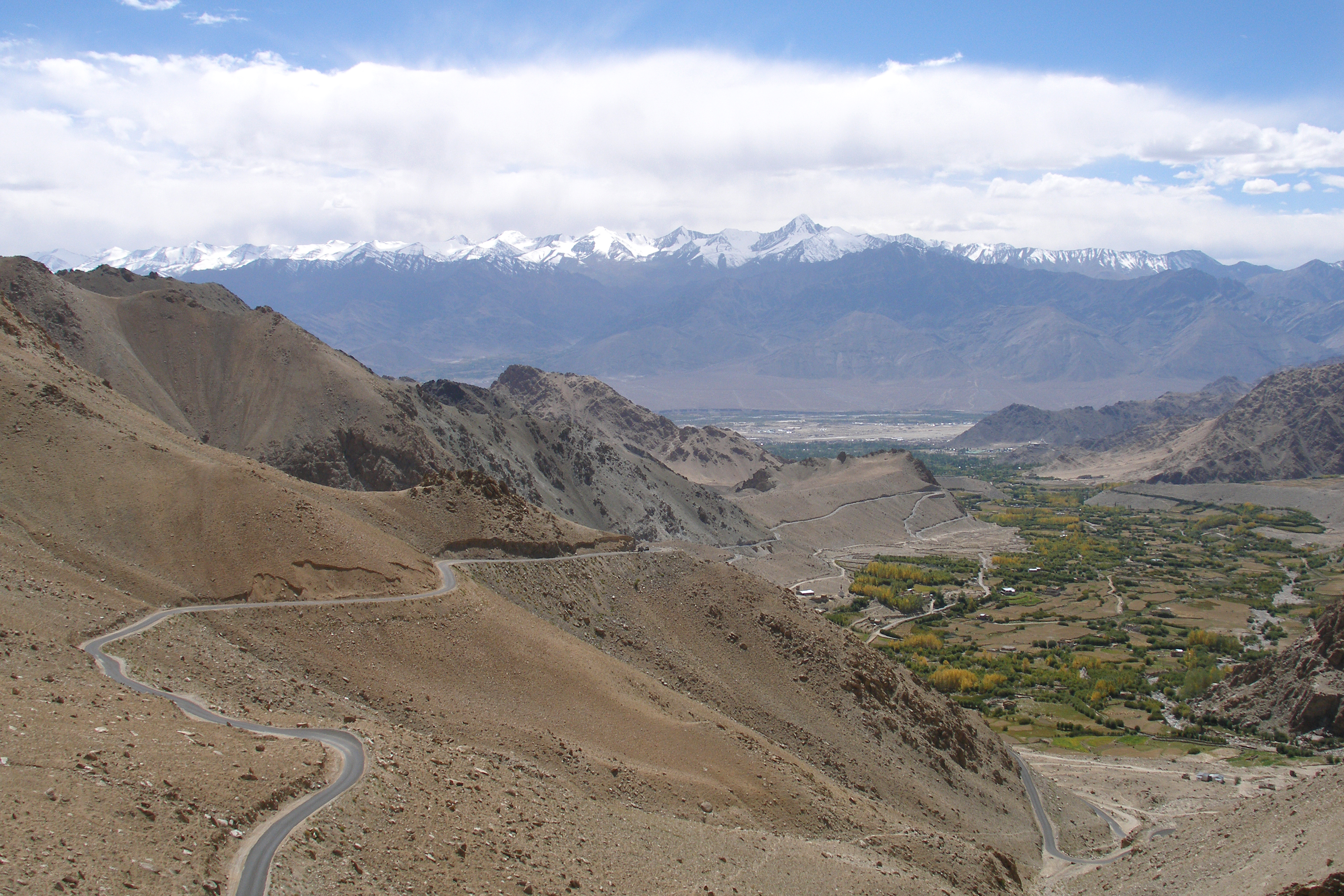
인더스 계곡에서 진입
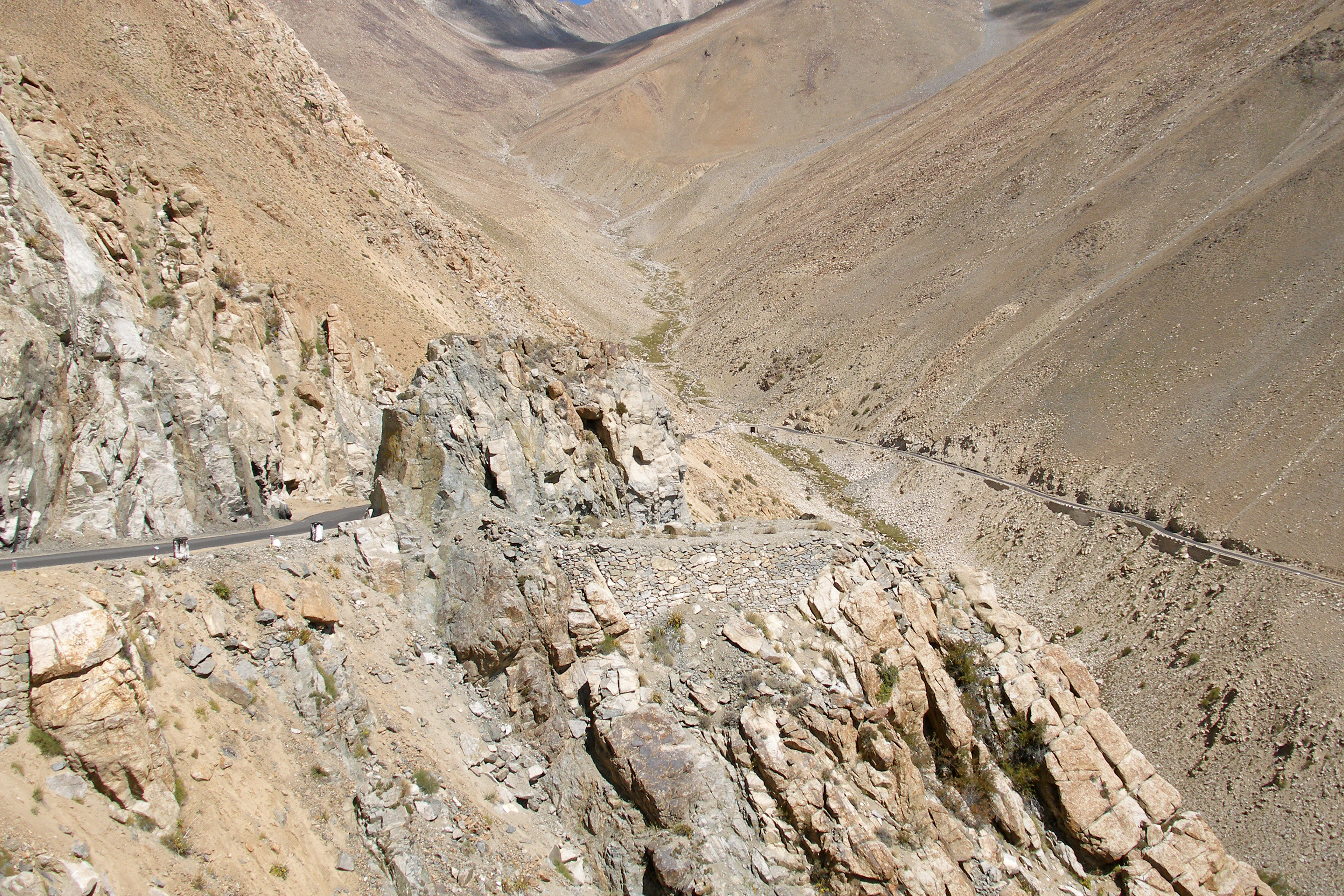
바위를 통과하는 카르둥 라 도로

## 같이 보기
- 비단길
- 지구의 극점
- 움링 라